# Dark Shadows (2012)
Dark Shadows ist eine US-amerikanische Horrorkomödie aus dem Jahr 2012 des Regisseurs Tim Burton mit Johnny Depp in der Hauptrolle. Der Film basiert auf der in den 1960er und 70er Jahren für ABC produzierten gleichnamigen Fernsehserie.

## Handlung
Im Jahr 1760 machen sich Joshua und Naomi Collins mit ihrem kleinen Sohn Barnabas vom Hafen von Liverpool aus auf die Reise nach Übersee, um das Imperium der Familie Collins auch auf die Neue Welt auszuweiten. Im Bundesstaat Maine gründen sie innerhalb eines Jahres ein Fischereiunternehmen und die Stadt Collinsport. In den folgenden 15 Jahren wird ihr großzügiges Anwesen mit dem Namen Collinwood errichtet.
Der inzwischen zum jungen Mann herangewachsene Barnabas hat eine Affäre mit der Bediensteten Angelique. Deren Liebe kann Barnabas aber nicht erwidern, weshalb Angelique ihre Hexenkräfte dafür einsetzt, dass Barnabas’ Eltern von herabfallenden Steinen erschlagen werden. Zudem treibt sie Barnabas’ wahre Liebe Josette dazu, von der Klippe Widow’s Hill in den Tod zu springen. Barnabas springt ihr hinterher, doch da Angelique ihn mit einem Fluch belegt und in einen ewiglebenden Vampir verwandelt hat, bleibt er am Leben. Angelique hetzt nun die Bürger der Stadt gegen „das Monster“ Barnabas, das sie bei lebendigem Leibe in einem mit Ketten verschlossenen Sarg begraben.
Im Jahre 1972 macht sich Maggie Evans aufgrund einer Stellenanzeige, in der eine Gouvernante gesucht wird, auf nach Collinwood. Wegen ihrer persönlichen Vorgeschichte (später erfährt man, dass sie zuvor aus einer Irrenanstalt geflohen ist, in die sie von ihren Eltern abgeschoben worden war) will sie sich nicht unter ihrem richtigen Namen vorstellen und wählt aufgrund eines Werbeplakats für Wintersport in Victoria spontan den Namen Victoria Winters.
Kurz darauf stoßen Bauarbeiter auf Barnabas’ Sarg und brechen diesen auf. Der ausgehungerte Vampir tötet alle elf Arbeiter und begibt sich zu seinem alten Anwesen. Dort hypnotisiert er den Hausmeister Willie, der von nun an sein Diener sein soll. Barnabas muss feststellen, dass sein prächtiges Anwesen Collinwood, ebenso wie der Fischereibetrieb, stark vernachlässigt wurden. Zudem ist er von den technischen Neuerungen sowie den Konventionen der Zeit überrascht und überfordert. Seiner Nachfahrin Elizabeth Collins Stoddard gegenüber gibt sich Barnabas als Vampir zu erkennen, verspricht jedoch, keinem Bewohner des Hauses zu schaden, sondern vielmehr der Familie wieder zu Reichtum und Erfolg zu verhelfen. Elizabeth akzeptiert unter der Bedingung, dass niemand anderes in der Familie davon erfährt.
So wird Barnabas als entfernter Verwandter aus England in die Familie eingeführt, die noch aus Elizabeths aufsässiger Tochter Carolyn, Elizabeths Bruder Roger Collins und dessen Sohn David besteht, der mit dem Geiste seiner verstorbenen Mutter spricht und aus diesem Grunde von der meist betrunkenen Psychiaterin Dr. Julia Hoffman sowie der neuen Gouvernante Victoria Winters betreut wird. Letztere sieht Barnabas’ einstiger Liebe Josette zum Verwechseln ähnlich, weshalb er sich sofort in Victoria verliebt.
Barnabas versucht, mit Hilfe eines bisher geheimen Familienschatzes die familieneigene Fischkonservenfabrik wieder zur alten Größe zurückzuführen, und schafft es auch, einen wirtschaftlichen Aufschwung herbeizuführen. Doch das größte Konkurrenzunternehmen wird von Angelique geführt, die seit zweihundert Jahren in der Stadt lebt. Sie verführt Barnabas, doch ihre Liebe erwidert er immer noch nicht.
Dr. Hoffman ist inzwischen hinter Barnabas’ Geheimnis gekommen, als sie ihn für ein Therapiegespräch hypnotisiert hat. Sie verspricht Barnabas, ihm dabei zu helfen, sich in einen Menschen zurückzuverwandeln, indem sie bei ihm Bluttransfusionen mit menschlichem Blut vornimmt. Barnabas kommt allerdings dahinter, dass es ihr nur darum geht, sich selbst das Barnabas abgenommene Blut zu verabreichen und somit die Unsterblichkeit eines Vampirs zu erlangen.
Barnabas tötet daraufhin Dr. Hoffman und versenkt ihre Leiche mithilfe seines Dieners im Meer. Davids Vater Roger entpuppt sich als diebischer Schmarotzer, den Barnabas kurzerhand vor die Wahl stellt, entweder der vorbildliche Vater zu werden, den David verdiene, oder aber mit einer Abfindung für immer zu verschwinden. Roger Collins entscheidet sich ohne Zögern für die Abfindung und lässt seinen Sohn im Stich.
Angelique, die nun die gesamte Familie Collins zerstören möchte, nimmt ein Geständnis von Barnabas, dass er Menschen getötet habe, auf Band auf und sperrt ihn mit einer List ein weiteres Mal in einen eisernen Sarg. Darauf lässt sie die Fischkonservenfabrik der Familie in Flammen aufgehen und präsentiert anschließend den herbeigelaufenen Schaulustigen und dem Sheriff die Aufnahme des Geständnisses von Barnabas. Als die Polizei nichts gegen Barnabas ausrichten kann, kämpft Angelique selbst gegen die Familie Collins. Dabei wird offenbart, dass Carolyn ein Werwolf ist.
Angelique bekennt, dass sie es war, die seinerzeit auf die noch in der Wiege liegende Carolyn einen Werwolf ansetzte, der sie beißen und so verwandeln sollte. Sie gibt auch zu, dass sie für den Tod von Davids Mutter ebenso verantwortlich ist wie für den Mord an Barnabas’ Eltern und dass sie die gesamte Familie Collins verflucht hat. David fordert Angelique auf, Barnabas und den Rest der Familie in Ruhe zu lassen, wovon die Hexe sich wenig beeindruckt zeigt.
Da erscheint der Geist von Davids Mutter und schleudert Angelique gegen einen Kronleuchter, sodass sie gemeinsam mit diesem zu Boden stürzt. Sie beteuert abermals ihre Liebe zu Barnabas. Er unterstellt, dass es ihr Fluch sei, überhaupt nicht lieben zu können und sie ihn eigentlich nicht lieben, sondern besitzen wolle. Sie reißt sich zum Gegenbeweis ihr Herz aus der Brust und streckt es ihm entgegen, bis es kurz darauf in kleine Scherben zerfällt und sie schließlich stirbt. Die Familie muss zusehen, wie Collinwood ein Raub der Flammen wird.
Victoria, die noch unter dem Einfluss eines letzten Zauberbanns von Angelique steht, ist kurz davor, sich ebenso wie damals Josette von der Klippe zu stürzen. Barnabas kann sie kurz vor ihrem Fall greifen. Doch Victoria, die aus Liebe alle Ewigkeit mit dem Vampir verbringen will, lässt sich absichtlich fallen und zwingt Barnabas damit, sie noch im Fallen zu beißen und sie somit vor dem tödlichen Aufprall in einen Vampir zu verwandeln, was auch gelingt. Als Barnabas Victorias Namen ruft, öffnet diese ihre Augen und erwidert „Josette“.
In der letzten Szene wird die vermeintlich tote Dr. Hoffman gezeigt, die zwar noch auf dem Grund des Meeres gefesselt ist, dort aber, zu einem Vampir verwandelt, überlebt hat.

## Entstehung
Der Film wurde von Warner Bros. produziert, das sich im Juli 2007 die Filmrechte an der Fernsehserie Dark Shadows des verstorbenen Erfinders Dan Curtis aus dessen Nachlass gesichert hatte. Das Filmstudio tat sich mit Johnny Depp zusammen, der selbst ein großer Fan der Originalserie war, um einen Kinofilm mit ihm in der Hauptrolle herauszubringen. Depps Produktionsfirma Infinitum Nihil und Graham King produzierten den Film zusammen mit David Kennedy, der bis zum Tod von Curtis dessen Produktionsfirma Dan Curtis Productions geleitet hatte.
Für das Drehbuch zeichnete 2009 zunächst John August verantwortlich, der jedoch durch Seth Grahame-Smith ersetzt wurde. Grahame-Smith wird im Film als alleiniger Drehbuchautor genannt, August aber zusammen mit Grahame-Smith als Autor der auf dem Drehbuch basierenden Geschichte erwähnt. Auch der Oscar-preisgekrönte Produktionsdesigner Rick Heinrichs sowie die mit drei Oscars ausgezeichnete Kostümdesignerin Colleen Atwood gehören zum kreativen Team des Films.
Die Dreharbeiten fanden vom 18. Mai bis zum 30. September 2011 statt. Es wurde größtenteils in Großbritannien gefilmt. Drehorte waren Beckenham Place Park in Kent, Bourne Wood bei Farnham, Surrey, die Grafschaft Cornwall, die Isle of Mull sowie Argyll and Bute in Schottland, South Devon sowie die Trafalgar Castle School in Whitby im kanadischen Ontario. Die Innenaufnahmen fanden in den Pinewood Studios statt.

## Verschiedenes
- Offizieller Filmstart in Deutschland war am 10. Mai 2012, in den USA am Tag darauf. Die Produktionskosten wurden auf 150 Millionen US-Dollar geschätzt. Der Film spielte an den Kinokassen weltweit rund 239 Millionen US-Dollar ein, davon 79 Millionen in den Kinos der Vereinigten Staaten.[4]
- Dark Shadows ist der dritte Spielfilm, welcher auf Basis der gleichnamigen Fernsehserie entstand, die von 1966 bis 1971 erfolgreich im US-Fernsehen lief und nationalen Kultstatus erlangte. Filmversionen der Serie wurden bereits 1970 mit Schloß der Vampire (OT: House of Dark Shadows) und 1971 mit Das Schloß der verlorenen Seelen (OT: Night of Dark Shadows) veröffentlicht.

- Vier Darsteller aus der Originalserie haben im Film einen kurzen Gastauftritt und sind als Ballgäste von Collinwood zu sehen: Kathryn Leigh Scott, Lara Parker, David Selby und Jonathan Frid. Für den ehemaligen Barnabas-Darsteller Frid, der im April 2012 verstarb, war dies sein letzter Filmauftritt. In der letzten Zeile des Filmabspanns ist eine Widmung an Dan Curtis zu lesen, dem 2006 verstorbenen Schöpfer der Fernsehserie.

- Rocksänger Alice Cooper hat in der Horrorkomödie einen Gastauftritt, indem er mit seiner Band auf einer hippiesken Party in der Villa des Vampirs Barnabas Collins seine beiden Songs No More Mr. Nice Guy und Ballad of Dwight Fry singt, bei der letztgenannten Nummer trägt der Rockstar seine legendäre weiße Zwangsjacke. In Bezug auf den Auftritt von Alice Cooper erklärt der beiwohnende Vampir Barnabas: „Das hässlichste Frauenzimmer, das ich je sah.“ Vor dem Auftritt von Alice Cooper hört man einen Ausschnitt des Songs Get It On von T. Rex. Als sich Vampir Barnabas und das Mädchen Carolyn beim Essen über Alice Cooper unterhalten, sieht man auf dem Tisch eine frühe Ausgabe des amerikanischen Musikmagazins Rolling Stone liegen, mit dem Rockstar auf dem Titelblatt. 2015 nahmen Johnny Depp und Alice Cooper zusammen mit dem Aerosmith-Gitarristen Joe Perry ein Album unter dem Bandnamen Hollywood Vampires auf, danach begaben sich die drei Musiker mehrmals auf Welttournee.

## Kritiken
„Man schreibt das Jahr 1972. Die Jahreszahl ist wichtig, denn in der Begegnung von ‚Gothic‘ und früher 70er-Jahre-Popkultur findet ‚Dark Shadows‘ zu seinen stärksten Szenen. Johnny Depp, hinter weißer Schminke und Nasenprothese fast nicht zu erkennen, spielt das, was er am besten kann: den tragischen Außenseiter, dessen fleißige Anpassungsversuche stets zur Parodie geraten.“

„Nach der nach Tiefsinn schürfenden Twilight-Reihe oder TV-Serienhits wie Vampire Diaries und True Blood könnte Burtons Werk den ironischen Höhepunkt des Vampirfilm-Booms markieren. Zumindest gab es seit Roman Polanskis Tanz der Vampire (1967) sicher keinen lustigeren Blutsauger-Film mehr.“

„Als große Schwäche erweist sich vor allem das von Seth Graham-Smith verfasste Drehbuch. […] ‚Dark Shadows‘ kommt über eine schablonenhafte Zeichnung der teilweise an die Addams Family erinnernden Familienmitglieder […] nicht hinaus.“

„Vampire treffen auf Retro-Seeligkeit: Mit ‚Dark Shadows‘ fängt Tim Burton gleich zwei der aktuell dominanten Zeitgeist-Strömungen ein – und verstrudelt sie zu einer bunten, detailverliebten Screwball-Komödie, die in der deutschen Synchronisation leider einiges an Sprachwitz und Zitatreichtum einbüßt.“

„Für Tim Burton ist der klassische ‚Frankenstein‘ kein Horrorfilm, sondern eine Geschichte, die davon handelt, wie sich jede Gesellschaft ihren Außenseiter erschafft; und seine Gespenster – auch in ‚Dark Shadows‘ kommen einige vor – sind selten bedrohlich: Warum sollte es nicht eigentlich etwas Gutes sein, wenn ein kleiner Junge, dessen Mutter gestorben ist, sie noch sehen kann? ‚Dark Shadows‘ ist in diesen Sinne ein typischer Burton-Film, und richtig grausig ist hier höchstens die Hexe Angie, die im Jahr 1972 den Fischerort in Maine mit kapitalistischem Eifer im Griff hat.“

„Auch Fans des Regisseurs erleben ihn hier von einer neuen Seite: Für gewöhnlich waren die strengen Altersfreigaben seiner Filme ja eher der Gewalt geschuldet; jetzt outet er sich als Meister der Erotik.“

„Unterhaltsame Hommage an eine Kultserie der späten 1960er-Jahre als Travestie des Vampir-Genres, bei der Schauer-Romantik und Disko-Ära aufeinander prallen. Zwar ohne sonderlichen erzählerischen Hintersinn, entwickelt sich der prächtig ausgestattete Film zu einem Feuerwerk absurd-makabren Humors.“